# Kosovo KS27
Kosovo KS27 var den 27:e svenska kontingenten i Kosovo, en fredsbevarande enhet som Sverige skickade till Kosovo inom ramen för KFOR. Förbandet sattes upp av Luftstridsskolan. Det föll på denna enhet att avveckla truppinsatsen i Kosovo efter 14 år och blev sålunda också den sista på Balkan efter 21 år av svensk truppnärvaro.
Förbandets främsta uppgift var att bemanna så kallade LMT, Liassion and Monitoring Teams, små grupper vars främsta uppgift var att övervaka fredsprocessen i Kosovo, bland annat genom att bo och patrullera i serbenklaven Gracanica och i huvudstaden Pristina. 
Övriga uppgifter var enskilda befattningshavare i stabstjänst i vid KFOR:s högkvarter samt underhållstjänst. Kontingenten hade också ett formellt ansvar för ett militärdistrikt i landet som man i oktober 2013 lämnade över till Italien.
Enskilda svenska militära befattningshavare finns dock kvar i de länder som tidigare utgjorde Jugoslavien.  